# John Torchetti
John Torchetti (* 9. Juli 1964 in Boston, Massachusetts) ist ein ehemaliger US-amerikanischer Eishockeyspieler und derzeitiger -trainer. In seiner aktiven Karriere spielte Torchetti hauptsächlich für die Carolina Thunderbirds, während er als Assistenztrainer bzw. Interims-Cheftrainer bereits für mehrere NHL-Teams tätig war. Seit Januar 2019 fungiert er als Cheftrainer der Moncton Wildcats aus der Ligue de hockey junior majeur du Québec.

## Karriere

### Als Spieler
John Torchettis Karriere begann im Jugendbereich bei den Plattsburgh Pioneers, einem Team, das in der Ligue de hockey junior majeur du Québec (LHJMQ) nur die Saison 1984/85 bestritt, kein Spiel gewann und im Anschluss direkt wieder aufgelöst wurde. Torchetti wechselte jedoch bereits nach acht Spielen zu den Carolina Thunderbirds in die Atlantic Coast Hockey League, einer Minor League im Osten der Vereinigten Staaten. Bei den Thunderbirds verbrachte er sieben seiner acht Profijahre als linker Flügelspieler (in der Saison 1986/87 stand er kurze Zeit bei den Virginia Lancers unter Vertrag), gewann dabei zweimal die reguläre Saison und wurde in der Saison 1987/88 zum MVP der neu formierten All-American Hockey League gewählt. Durch seine Leistungen wurden auch Franchises aus höheren Ligen auf Torchetti aufmerksam, allerdings verbrachte er nur zehn Spiele bei den Binghamton Whalers in der AHL. Im folgenden Jahr gelang ihm mit der Mannschaft der Gewinn der Play-offs und damit des Riley Cups, wobei die Thunderbirds die Liga gewechselt hatten und nun in der ECHL spielten. Im Anschluss an die Spielzeit 1990/91 beendete er seine aktive Karriere.

### Als Trainer
Erste Erfahrungen als Eishockeytrainer sammelte Torchetti ab der Saison 1993/94 als Assistenztrainer bei den Greensboro Monarchs sowie ab 1995 als Cheftrainer bei den San Antonio Iguanas, jeweils in der ECHL. In der Saison 1996/97 wechselte er in die International Hockey League (IHL) und übernahm die Position des Cheftrainers bei den Fort Wayne Komets. In der Folgesaison zeichnete man ihn für seine Arbeit dort mit der Commissioner’s Trophy als besten Trainer der IHL aus. 1998 fungierte er ein Jahr als General Manager für die Detroit Vipers.
In der Vorbereitung auf die Saison 1999/2000 berief ihn Chefcoach Steve Ludzik als Assistenztrainer zu den Tampa Bay Lightning, wodurch Torchetti erste Erfahrungen in der NHL sammelte. 2002 folgte eine Anstellung bei den San Antonio Rampage in der AHL, jedoch wurde er nach kurzer Zeit zum Kooperationsteam in der NHL, den Florida Panthers, berufen, um dort ebenfalls als Assistenztrainer tätig zu werden. Nachdem der dortige Cheftrainer Rick Dudley zum Ende der Saison 2003/04 entlassen worden war, übernahm Torchetti als Interimstrainer die letzten 10 Spiele der Saison. Im Anschluss daran wechselte er innerhalb der NHL zu den Los Angeles Kings, um dort erneut erst als Assistenztrainer zu arbeiten; jedoch wurde bereits in seiner ersten Spielzeit dort Cheftrainer Andy Murray entlassen, sodass Torchetti erneut übernahm und erstmals ohne Einschränkungen Chefcoach eines NHL-Franchise’ wurde.
Nach einem Jahr „Auszeit“ als Cheftrainer der Moncton Wildcats in der LHJMQ verbrachte er drei Jahre (2007–2010) als Assistenztrainer bei den Chicago Blackhawks in der NHL, wobei die Mannschaft 2010 die Play-offs und damit den Stanley Cup gewannen. Es folgte eine Spielzeit als Assistenztrainer bei den Atlanta Thrashers; daraufhin übernahm er im Jahre 2011 für zwei Saisons die Houston Aeros in der AHL.
In der Saison 2013/14 war Torchetti Trainer des HK ZSKA Moskau und damit der erste Nordamerikaner in dieser Position bei diesem Verein. Beim Spengler Cup 2013 erreichte seine Mannschaft das Finale und scheiterte dort am Genève-Servette HC. Nach einer Saison verließ er Russland wieder und wurde im November 2014 als neuer Cheftrainer der Iowa Wild aus der American Hockey League vorgestellt. Nach etwas mehr als einem Jahr übernahm Torchetti zum dritten Mal interimsweise ein NHL-Team, als Mike Yeo im Februar 2016 als Cheftrainer der Minnesota Wild entlassen wurde. Torchetti führte die Wild in die Playoffs, scheiterte dort allerdings in der ersten Runde. Im Anschluss wurde er vom neuen Chefcoach Bruce Boudreau ersetzt, bevor er von 2016 bis 2018 als Assistenztrainer bei den Detroit Red Wings tätig war.
Im Januar 2019 übernahm er ein zweites Mal die Moncton Wildcats, bei denen er die Nachfolge von Darren Rumble antrat.

## Erfolge und Auszeichnungen
als Spieler
- 1988 AAHL Most Valuable Player
- 1989 Riley-Cup-Gewinn mit den Carolina Thunderbirds

als Trainer
- 1995 Commissioner’s Trophy (CHL)
- 1998 Commissioner’s Trophy (IHL)
- 2010 Stanley-Cup-Gewinn mit den Chicago Blackhawks (als Assistenztrainer)